# Kim Thanh (huyện)
Kim Thanh là một huyện cũ thuộc tỉnh Hà Nam Ninh.

## Địa lý
Huyện Kim Thanh cũ có vị trí địa lý:
- Phía bắc giáp huyện Ứng Hòa, tỉnh Hà Sơn Bình
- Phía nam giáp các huyện Ý Yên và Hoàng Long
- Phía đông giáp các huyện Duy Tiên và Bình Lục
- Phía tây giáp các huyện Mỹ Đức và Lạc Thủy, tỉnh Hà Sơn Bình.

## Lịch sử
Huyện được thành lập ngày 27 tháng 4 năm 1977 trên cơ sở hợp nhất thị xã Hà Nam và 2 huyện Kim Bảng, Thanh Liêm. Trong đó, thị xã Hà Nam chuyển thành thị trấn Hà Nam (thị trấn huyện lỵ huyện Kim Thanh).
Khi hợp nhất, huyện Kim Thanh bao gồm thị trấn Hà Nam và 42 xã: Châu Sơn, Đại Cương, Đồng Hóa, Hoàng Tây, Khả Phong, Kim Bình, Lê Hồ, Liêm Cần, Liêm Chính, Liêm Chung, Liêm Phong, Liêm Sơn, Liêm Thuận, Liêm Tiết, Liêm Túc, Liêm Tuyền, Liên Sơn, Ngọc Sơn, Nguyễn Úy, Nhật Tân, Nhật Tựu, Phù Vân, Tân Sơn, Thanh Bình, Thanh Châu, Thanh Hà, Thanh Hải, Thanh Hương, Thanh Lâm, Thanh Lưu, Thanh Nghị, Thanh Nguyên, Thanh Phong, Thanh Sơn, Thanh Tâm, Thanh Tân, Thanh Thủy, Thanh Tuyền, Thi Sơn, Thụy Lôi, Tượng Lĩnh, Văn Xá.
Ngày 3 tháng 5 năm 1977, hợp nhất xã Thanh Châu và xã Liêm Chung thành xã Thanh Chung; hợp nhất xã Thanh Tuyền và xã Thanh Lâm thành xã Thanh Tuyền; hợp nhất xã Liêm Chính và xã Liêm Tuyền thành xã Thanh Giang.
Từ đó, huyện Kim Thanh gồm thị trấn Hà Nam và 39 xã: Châu Sơn, Đại Cương, Đồng Hóa, Hoàng Tây, Khả Phong, Kim Bình, Lê Hồ, Liêm Cần, Liêm Phong, Liêm Sơn, Liêm Thuận, Liêm Tiết, Liêm Túc, Liên Sơn, Ngọc Sơn, Nguyễn Úy, Nhật Tân, Nhật Tựu, Phù Vân, Tân Sơn, Thanh Bình, Thanh Chung, Thanh Giang, Thanh Hà, Thanh Hải, Thanh Hương, Thanh Lưu, Thanh Nghị, Thanh Nguyên, Thanh Phong, Thanh Sơn, Thanh Tâm, Thanh Tân, Thanh Thủy, Thanh Tuyền, Thi Sơn, Thụy Lôi, Tượng Lĩnh, Văn Xá.
Ngày 9 tháng 4 năm 1981, huyện Kim Thanh giải thể để tái lập thị xã Hà Nam và 2 huyện Kim Bảng, Thanh Liêm:
- Thị xã Hà Nam có 4 phường: Hai Bà Trưng, Lương Khánh Thiện, Minh Khai và Trần Hưng Đạo (được thành lập trên cơ sở giải thể thị trấn Hà Nam cũ).
- Huyện Kim Bảng bao gồm 19 xã: Châu Sơn, Đại Cương, Đồng Hóa, Hoàng Tây, Khả Phong, Kim Bình, Lê Hồ, Liên Sơn, Ngọc Sơn, Nguyễn Úy, Nhật Tân, Nhật Tựu, Phù Vân, Tân Sơn, Thanh Sơn, Thi Sơn, Thụy Lôi, Tượng Lĩnh và Văn Xá.
- Huyện Thanh Liêm bao gồm 20 xã: Liêm Cần, Liêm Phong, Liêm Sơn, Liêm Thuận, Liêm Tiết, Liêm Túc, Thanh Bình, Thanh Chung, Thanh Giang, Thanh Hà, Thanh Hải, Thanh Hương, Thanh Lưu, Thanh Nghị, Thanh Nguyên, Thanh Phong, Thanh Tâm, Thanh Tân, Thanh Thủy và Thanh Tuyền.

## Hành chính
Huyện Kim Thanh có 40 đơn vị hành chính cấp xã, bao gồm thị trấn Hà Nam và 39 xã: Châu Sơn, Đại Cương, Đồng Hóa, Hoàng Tây, Khả Phong, Kim Bình, Lê Hồ, Liêm Cần, Liêm Phong, Liêm Sơn, Liêm Thuận, Liêm Tiết, Liêm Túc, Liên Sơn, Ngọc Sơn, Nguyễn Úy, Nhật Tân, Nhật Tựu, Phù Vân, Tân Sơn, Thanh Bình, Thanh Chung, Thanh Giang, Thanh Hà, Thanh Hải, Thanh Hương, Thanh Lưu, Thanh Nghị, Thanh Nguyên, Thanh Phong, Thanh Sơn, Thanh Tâm, Thanh Tân, Thanh Thủy, Thanh Tuyền, Thi Sơn, Thụy Lôi, Tượng Lĩnh, Văn Xá.